# Amour, Vitesse et Fanfreluches
Amour, Vitesse et Fanfreluches (titre original : Love, Speed and Thrills) est un film américain produit et réalisé par Mack Sennett, sorti en 1915.

## Synopsis
M. Ambrose, un mari honorable et aimant se démène pour sauver sa femme des griffes d'un coureur de jupons.

## Fiche technique
- Réalisation : Mack Sennett
- Producteur : Mack Sennett
- Genre : Comédie[2]
- Distributeur : Keystone Film Company
- Durée : 13 minutes
- Date de sortie : 18 janvier 1915

## Distribution
- Mack Swain : Ambrose
- Minta Durfee : la femme d'Ambrose
- Chester Conklin : Mr. Walrus
- Billy Gilbert
- Josef Swickard : Chef des Keystone Cops
- Charley Chase